# Истинный шотландец

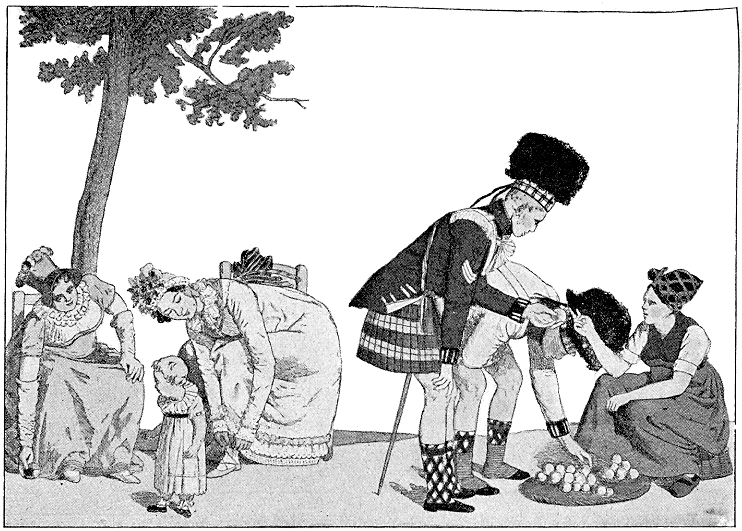
Карикатура на шотландских солдат, 1815 год

«И́стинный шотла́ндец» (англ. True Scotsman) — сатирическое выражение, используемое в Шотландии по отношению к мужчинам, носящим килт без нижнего белья. Хотя традиция носить килт без нижнего белья возникла в армии, она вошла в шотландский фольклор как выражение легкомысленного отношения к обычаям или даже как проявление дерзости.

## Происхождение
Обычай носить килты без нижнего белья возник, когда они стали частью шотландской военной формы, что привело к появлению в английском языке таких эвфемизмов, как «go regimental» (ходить по-полковому) и «military practice» (военная практика), обозначающих ношение килта без нижнего белья. На западном фронте во время Первой мировой войны некоторые старшие сержанты привязывали зеркало к концу клюшки для гольфа или прогулочной трости для проверки килтов перед парадом. В 1950-х солдат в килтах на параде должен был проверять старший сержант с помощью зеркала, расположенного на полу казармы. В 1997 году солдаты батальона королевского полка Шотландии «Чёрная стража» оказались в центре внимания прессы из-за ветреной погоды во время военной церемонии в Гонконге.
Однако исполнители традиционного шотландского танца хайланд и участники «Игр горцев» обязаны одеваться скромно и прилично в соответствии с правилами этих соревнований. В конкурсах по танцу хайланд и внеконкурсных выступлениях правилами официального совета Шотландии по танцам хайланд (Scottish Official Board of Highland Dancing — SOBHD) установлены ограничения относительно нижнего белья: «Под килт следует надевать тёмное нижнее бельё, но никак не белое». От участников «Игр горцев» также требуется носить какие-нибудь шорты во время соревнований.

## Проверки килта
Термин «истинный шотландец» чаще всего используется в связи с проверкой килта, которая иногда происходит следующим образом:
Носителя килта спрашивают, является ли он «истинным шотландцем». Он отвечает положительно или отрицательно. В случае положительного ответа может быть запрошено доказательство, которое может отличаться в зависимости от личности и ситуации. В случае отрицательного ответа у него может быть конфисковано нижнее бельё.
Джени Бриден (Jennie Breeden), автор веб-комикса «Дьявольские трусики», регулярно использует вентилятор для проверок килта, которые она организует в комических целях.
Учитывая популярность килтов среди поклонников фэнтези и участников фестивалей Ренессанса, проверки килта широко распространены на костюмированных мероприятиях. Эти проверки имеют определённый ритуал, так как проведение проверки килта без разрешения может быть расценено как сексуальное насилие или домогательство.

## В культуре
- Не шотландцев и тех, кто не знаком с проверкой килтов для определения «истинного шотландца», эта традиция может поставить в затруднительное положение и делает их незащищёнными перед инсинуациями и выражениями с двойным смыслом, поскольку невинный вопрос может внезапно изменить отношение к вопрошающему. Так, на вопрос «Надето ли что-нибудь под килт?» могут быть, например, такие ответы: «Нет, ничего не надето, всё в отличном рабочем состоянии!» («No, nothing is worn, everything is in perfect working order!» — здесь обыгрывается двусмысленность английского глагола «to wear», означающего как «носить», так и «быть изношенным»), или «Да, носки, ботинки и тальковая присыпка», или «Да, носки, ботинки и два оттенка губной помады». Футболки с шуточными надписями «инспектор килтов» и «официальный инспектор килтов» можно купить в шотландских магазинах для туристов и в интернет-магазинах.
- Сюжет шестнадцатого фильма малобюджетного комедийного сериала Carry On[англ.], Carry On… Up the Khyber[англ.], вращается вокруг происшествий в вымышленном шотландском полку, последовавших после открытия того факта, что солдаты не являются «истинными шотландцами».
- В комедийном сериале «Летающий цирк Монти Пайтона», «Идеальная лунная выставка»[12], одним из наиболее популярных аттракционов на выставке был экспонат «Шотландец с клетчатыми штанами» от компании «Природный газ». Его играл Джон Клиз (John Cleese) в одежде исполнителя танца хайланд, который торжественно стоял на пьедестале, в то время как перед ним проходила череда старушек, смотревших ему под килт.
- В фильме 1949 года The Hasty Heart[англ.] американец, которого играл Рональд Рейган, отказывается верить, что под килтом ничего не носят, и в фильме есть несколько сцен, когда солдаты пытаются заглянуть под килт героя Ричарда Тодда. В конце концов, кто-то смотрит под килт и все начинают смеяться, так как, по-видимому, Тодд действительно ничего не носил.
- В фильме «Храброе сердце» в эпизоде битвы шотландские воины армии Уильяма Уоллеса в знак презрения к англичанам дружно задирают килты и поворачиваются к врагу задом.
- В мультсериале «Симпсоны» присутствует персонаж садовник Вилли (groundskeeper Willie). Будучи шотландцем, он на торжества надевает шотландский килт, который имеет обыкновение задираться (например, из-за ветра), что нисколько не смущает самого Вилли.